# Dalcerides
Dalcerides là một chi bướm đêm (moth) trong họ Dalceridae Chi này được Berthold Neumoegen và Harrison Gray Dyar Jr. mô tả vào 1893.

## Các loài
- Nhóm Dalcerides flavetta:
  - Dalcerides flavetta (Schaus, 1905)
  - Dalcerides rebella (Schaus, 1911)
  - Dalcerides chirma (Schaus, 1920)
  - Dalcerides radians (Hopp, 1921)
  - Dalcerides dulciola (Dyar, 1914)
  - Dalcerides mesoa (Druce, 1887)
  - Dalcerides nana (Dognin, 1920)
  - Dalcerides sofia (Dyar, 1910)
- Nhóm Dalcerides ingenita:
  - Dalcerides ingenita Edwards, 1882
  - Dalcerides bicolor Schaus, 1910
  - Dalcerides alba (Druce, 1887)